# Stade des Trois-Chêne
Stade des Trois-Chêne – stadion piłkarski w Chêne-Bourg niedaleko Genewy, w Szwajcarii. Obiekt może pomieścić 11 000 widzów. Swoje spotkania rozgrywają na nim piłkarze klubu CS Chênois oraz piłkarki zespołu Servette FC Chênois Féminin.